# Cầu Okryu
Cầu Okryu, cũng được viết là cầu Ongnyu, bắc qua sông Đại Đồng tại thủ đô Bình Nhưỡng của Cộng hòa Dân chủ Nhân dân Triều Tiên. Công trình này được xây dựng từ tháng 3 năm 1958 và được mở cửa từ tháng 8 năm 1960. Nằm giữa cầu Rungra và cầu Taedong, đây là một trong 6 cầu bắc qua sông Đại Đồng tại Bình Nhưỡng. Cầu nối Chung-guyok ở bờ hữu (tây) đến Taedonggang-guyok ở tả ngạn. Nhà hàng nổi tiếng Okryugwan nằm gần chân cầu phía bên phải, còn tháp Juche nằm ở phía nam của cân cầu bên trái.
Cầu Okryu có dầm cầu kết cấu bê tông ứng suất trước với kích thước 700 nhân 28,5 mét (2.297 nhân 94 ft), có 4 làn xe chạy.